# Nit de Nadal

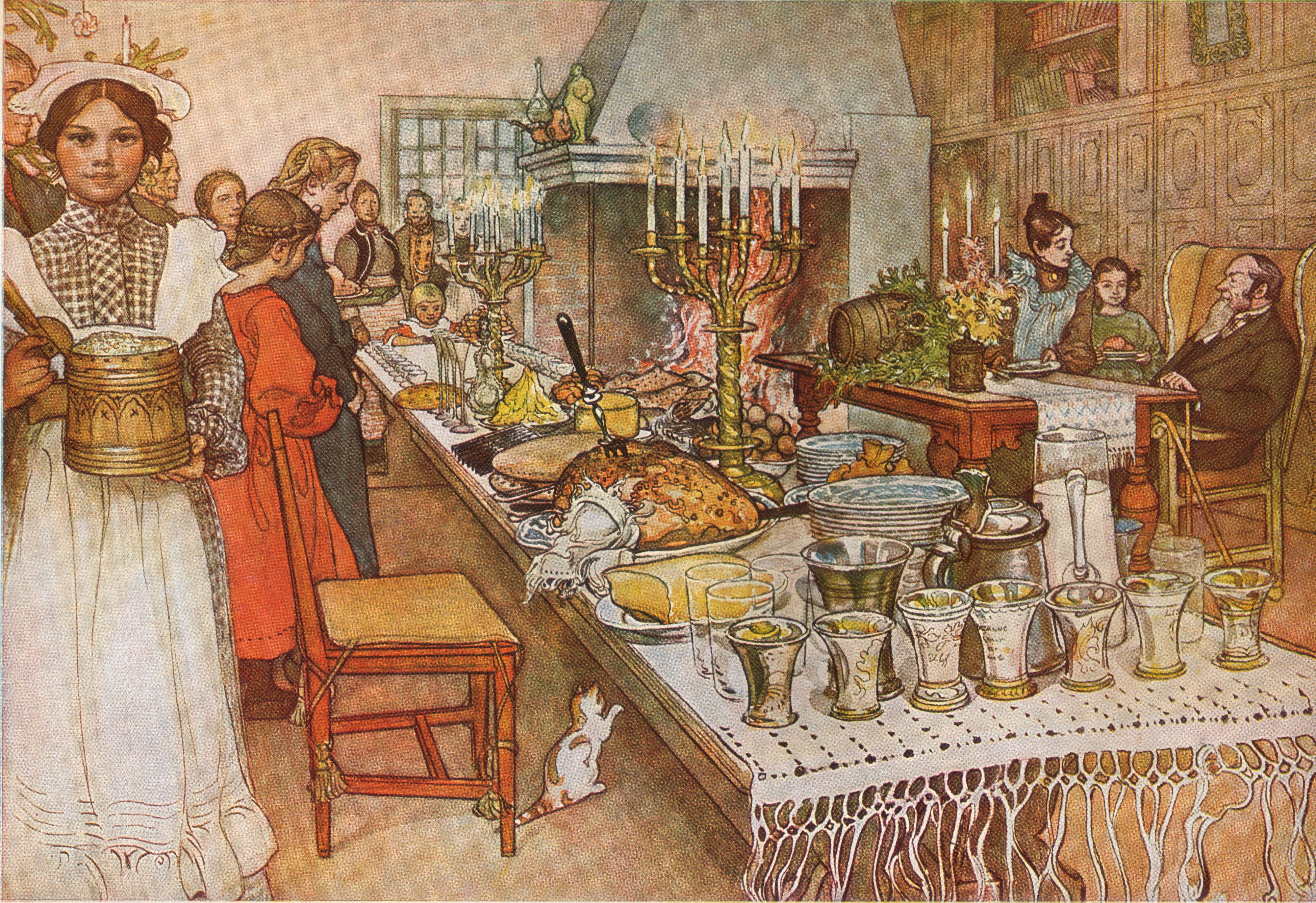
Julaftonen (Nit de Nadal) en un quadre de Carl Larsson de 1904-05

La Nit de Nadal és una festivitat àmpliament celebrada arreu del món la nit abans de Nadal. Té lloc el dia 24 de desembre segons la tradició cristiana occidental i és una de les festes més àmpliament celebrades d'Occident essent festiu en diversos països.
Les celebracions varien d'uns països a d'altres, però és bastant comú celebrar una reunió familiar per sopar i intercanviar regals. Es considera com una festa de caràcter cultural i familiar, ja que moltes famílies també es reuneixen al marge de la celebració religiosa.
En la tradició catalana, la nit de Nadal té menys importància que la mateixa diada de Nadal. La tradició sol ser celebrar la Missa del Gall, i en sortir se sol fer un ressopó i es fa cagar el tió.

## Celebració

### Occident
A Occident, les diferents tradicions del cristianisme suposa un ample diversitat de celebracions de la nit de nadal. Els catòlics romans i anglicans celebren tradicionalment la Missa del Gall, que sol començar abans de la mitjanit de la vigília de Nadal. Aquesta cerimònia, que se celebra a les esglésies de tot el món, commemora el naixement de Crist, que la literatura religiosa indica que s'ha produït al llarg de la nit. En la tradició catalana, la nit de Nadal té menys importància que la mateixa diada de Nadal. La tradició solia ser, que els habitants de cada població es trobaven per celebrar la Missa del Gall, i en sortir se sol fer un ressopó i es fa cagar el tió, que solia ser el primer tronc que es llançava a la xemeneia en tornar a casa després de la missa. Aquesta tradició no és únicament catalana, ja que també es fa cagar el tió en altres territoris, com Aragó, on l'anomenen la tronca. Segons els historiadors, a Catalunya, el tió, que s'ha conservat quasi com una tradició màgica i al qual fem cagar regals gràcies al fet, que tenim la cultura agrària força arrelada.
A les zones de parla hispana, la Missa del Gall es refereix de vegades com Missa de Gall, o Missa do Galo, en portuguès. A les Filipines, el costum s'ha estès a un període de misses matutines de nou dies conegut com els Simbang Gabi, que abasta del 16 de desembre i de forma ininterrompuda fins a la vigília de Nadal. Una de les anècdotes de la missa del gall fou l'any 2009 quan els funcionaris del Vaticà van programar la missa de mitjanit a les 10 h, perquè als seus 82 anys, el Papa Benet XVI la pogués oficiar. Val a dir que a la zona hispana, especialment en moltes zones de l'estat espanyol, la nit de nadal és el principal esdeveniment familiar de les festes nadalenques.
L'església luterana manté unes tradicions per a la nit de nadal que són ben visibles a Alemanya i Escandinàvia. El Krippenspiele és una festa tradicional d'aquesta nit, en la qual es barreja la música d'orgue, cors vocals i llautó, i on les espelmes fan de la nit de nadal una de les dates claus del calendari luterà. També hi ha tradició de pessebres, tant a l'aire lliure com a l'interior dels recintes eclesiàstics, tot i que les figures sol solen representar el naixement, amb Sant Josep, la mare de Déu i el nen Jesús. Els Reis d'Orient també poden aparèixer, tot i que de vegades no es col·loquen en l'escena fins a la setmana següent de Nadal per donar compte del seu temps de viatge fins a Betlem. També són força populars els vespres de Nadal, així com les misses a trenc d'alba del dia de Nadal. A l'est i centre d'Alemanya, congregacions encara continuen la tradició del cant Quempason grups separats i dispersos en diverses parts de l'església canta versos de la cançó Quem pastore laudavere.
Els Metodistes celebren la nit de diferents maneres. Alguns, a la tarda, arriben a la seva església per celebrar la Santa Comunió amb les seves famílies. L'estat d'ànim és molt solemne, i l'única llum visible és la Corona d'Advent, i les espelmes sobre la taula del Senyor. Altres celebren la nit amb els serveis de llum, que inclouen el cant la cançó Santa Nit amb una varietat d'espelmes (incloent espelmes personals) que resten enceses. Altres esglésies realitzen serveis religiosos de tarda a la nit, cap a les onze, així que l'església pot celebrar el dia de Nadal juntament amb el repic de campanes a mitjanit. Altres ofereixen serveis el dia de Nadal. Les tradicionals Nine Lessons and Carols emeses des del Kings College de Cambridge  la vigília de Nadal, s'ha consolidat com un dels signes que el Nadal ha començat al Regne Unit. S'emet fora de la Gran Bretanya a través del Servei Mundial de la BBC i també és comprat per les emissores de tot el món. 

### Orient
En el ritu bizantí, la vigília de Nadal es coneix com a Paramony (preparació). És el dia de cloenda de la festa de la nativitat i se celebra com a dia de dejuni estricte pels devots cristians bizantins que són físicament capaços de fer-ho. En algunes tradicions, no es menja res fins que aparegui el primer estel en el cel de la tarda, en commemoració de l'Estrella de Betlem. La celebració litúrgica comença d'hora el dia amb la celebració de les Hores Reals, seguida de la Divina Litúrgia en combinació amb la celebració de les Vespres, durant el qual un gran nombre de lectures de l'Antic Testament són cantades. Després del comiat al final del servei, una nova espelma s'encén al centre de l'església, i tots es reuneixen al voltant i cantar la Tropari i el kontàkion de la Festa.
La nit de vigília de la festa de la Nativitat es compon de nits completes d'oració, matines i misses a primera hora. Els serveis bizantins de Nadal són intencionalment paral·lels als del Divendres Sant, que il·lustra el punt teològic del cicle de la reencarnació, just després de la Crucifixió i la Resurrecció. Això s'il·lustra a les icones orientals de la Nativitat, en la qual el nen Jesús és embolicat en bolquers que recorden als seus embolcalls funeraris. El nen també es mostra estirat en una pedra, representant la tomba de Crist, en lloc d'un pessebre. La cova de la Nativitat és també un recordatori de la cova en la qual Jesús va ser sepultat. Els serveis de la vigília de Nadal també són similars als de la vigília de la Teofania (Epifania), i les dues grans festes són considerades una celebració.

## Per països

### Llatinoamèrica
En països com Veneçuela, Colòmbia, Equador, Bolívia o Perú, el costum és preparar des de dies abans el pessebre, amb sant Josep, Maria, els Reis Mags, animalets, pastors, plantetes, llums de colors, etc. També es munta un arbre nadalenc decorat amb boles, garlandes, llums de colors, etc., als peus es col·loquen els regals que seran intercanviats. El 24 de desembre es fa un sopar familiar amb gall dindi de Nadal, puré de poma, amanida, panettone, xocolata calenta i xampany. Les famílies catòliques van a la Missa del Gall (a les 23 h, generalment). A la mitjanit es fa "néixer" el Nen Jesús, es canten nadales i les persones s'obsequien regals. Als carrers es cremen focs artificials, tot en un ambient de guirigall. L'endemà, 25 de desembre, es visiten família i amics.
A Mèxic s'acostumen a representar pastorelas -obres teatrals en què es representa el naixement de Jesús- a la que a vegades afegeixen tocs còmics i d'actualitat política o social. També se celebren tradicionals posadas, en què es mostra el pelegrinatge de Maria i Josep cantant lletanies, es resa el rosari i posteriorment es trenquen les pinyates. Aquesta festa s'amenitza amb ponx, bunyols i tamales i es lliuren estrenes farcides de col·lacions i fruites. La festa es perllonga fins molt entrada la nit.
A Paraguai s'acostuma a col·locar setmanes abans de Nadal el típic Pessebre paraguaià, on s'hi es col·loquen, a més de les figures, fruites i flors de coco. Durant el dia s'han preparat menjars freds per compartir-los amb la família i s'acostumen a llençar petards esperant el moment del naixement de Jesús.
A Puerto Rico les famílies i amics es reuneixen per celebrar, cantar parrandas i compartir menjars tradicionals com arròs amb ganduls, garrí rostit i pastissos. Les festes de vegades segueixen fins a la matinada. Per Nadal la gent comunament descansa la passada de moda de Nadal. A la mitjanit els catòlics celebren la Missa del Gall. Les persones van a l'església, els nens es vesteixen de pastors i de figures al·legòriques al Naixement: la Mare de Déu, sant Josep, el Nen Jesús, els Reis Mags, etc. És costum de donar estrenes per Nadal. Tradicionalment se'n dona a servidors públics i privats: escombriaires, carters, guàrdies, criats, etc. Significa regal o propina o forma de felicitar el Nadal. Una altra forma de fer el mateix és cantar nadales als veïns a canvi d'aliments o monedes. A l'Equador és costum vestir-se de vídua i demanar les estrenes amb un ninot de mida real que representa un amic o un polític que al final es crema. A Mèxic, els aguinaldos són llaminadures i dolços que reparteixen durant les Posades i la Nit de Nadal.
A la República Dominicana és costum que els fills viatgin a casa dels seus pares i avis, on, reunits, sopen el tradicional pollastre enfornat i el porc a pulla (porc empalat i rostit), amanida russa i moro de guandules amb coco, acompanyat amb lerenes, pastissos en fulles i fruites com pomes, raïm, peres i nous, a més de pastelón de plàtan madur, lasanya i crestes; tot el sopar s'acompanya de vins, dolços nadalencs i cervesa. Després de la reunió surten de casa a casa per compartir i ajuntar-se amb les velles amistats compartint regals i nadales; tot com a part de la nit de Nadal. A les cases no hi falta l'arbre de Nadal, mentre que les ciutats i pobles s'adornen amb moltes llums i són presentades obres teatrals. En els parcs es recrea el Naixement amb actors que encarnen pastors, mags que recorren els carrers dels pobles a la recerca del nen que ha nascut fins a arribar al pessebre, on el troben al costat de Maria i Josep.
A Veneçuela s'acostumen a preparar les hallacas pel tradicional sopar de Nadal, la qual es compon d'hallacas, pa de pernil, gall dindi o pernil de porc, pernil "planxa", vi o ponx crema; la taula s'adorna amb formatges variats, avellanes, nous, torrons, galetes (i llaminadures variades); Generalment es fa de dia encara celebrant, i en algunes parts es posa l'anomenada Flor de Nadal.